# داسو-ساژم اسلوفست
داسو-ساژم اسلوفست هواپیمای رادارگریز تاکتیکی بدون سرنشین(پهپاد) است که توسط شرکت سازنده پهپادهای تاکتیکی داسوساژم ساخته شده‌است. نامگذاری اسلوفست (سریع‌کند) به خاطر توانایی هواپیما برای عملیات اکتشافی(تجسس) در سرعت‌های بالا و انجام عملیات اکتشافی به مدت چند ساعت در سرعت پائین است.